# Schefflera banahaensis
Schefflera banahaensis là một loài thực vật có hoa trong Họ Cuồng cuồng. Loài này được Merr. miêu tả khoa học đầu tiên năm 1915.